# Упаковки оптических дисков
Упаковка оптического диска — коробка с креплениями для хранения оптических дисков (CD, DVD, HD DVD, Blu-ray и т. д.).
Основная цель каждой упаковки — защита диска от света, пыли, механических повреждений и грязи. Дополнительно может использоваться для размещения рекламы (как на одной, так и на обеих сторонах диска), описания содержимого и т. д.

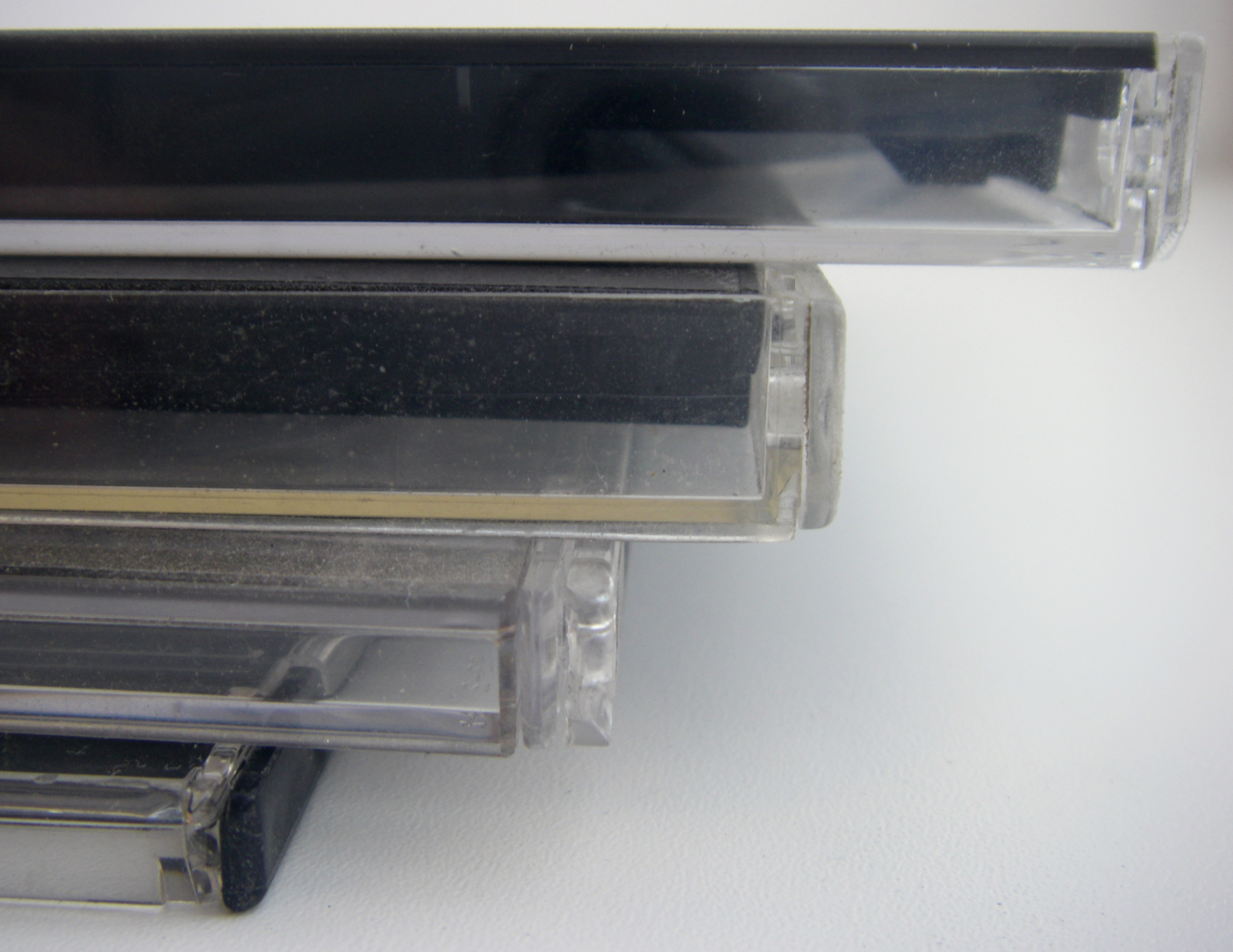
Толщина упаковок (сверху вниз): обычный сидибокс, двойной сидибокс, джевельная упаковка (слегка толще обычного тонкого сидибокса, использовался 1С для выпуска дешёвых лицензий в начале 2000-х), тонкий сидибокс.

## Типы упаковок

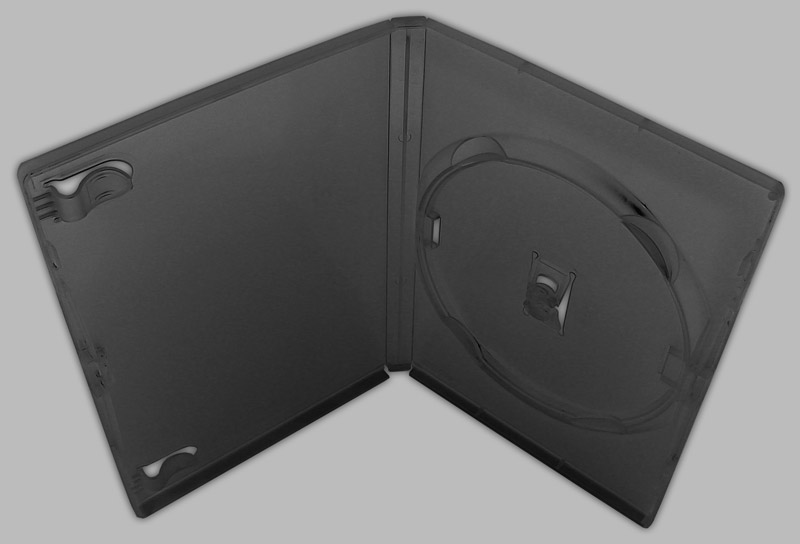
Стандартный пластиковый бокс для одного DVD. Другие названия — кипкейс, амарей.

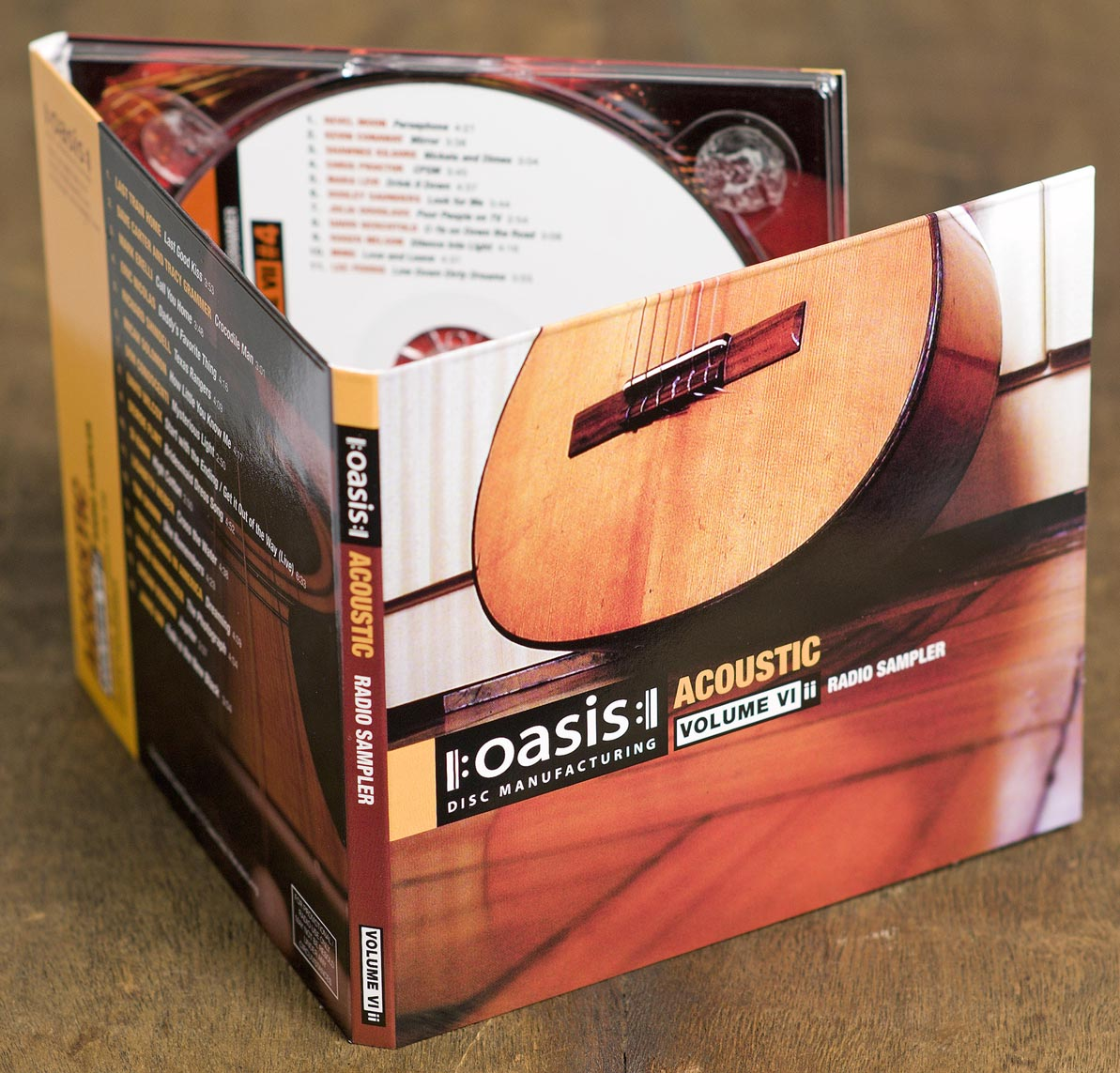
6-сторонний дигипак

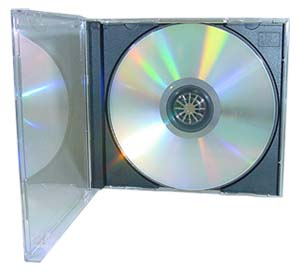
Обычный сидибокс

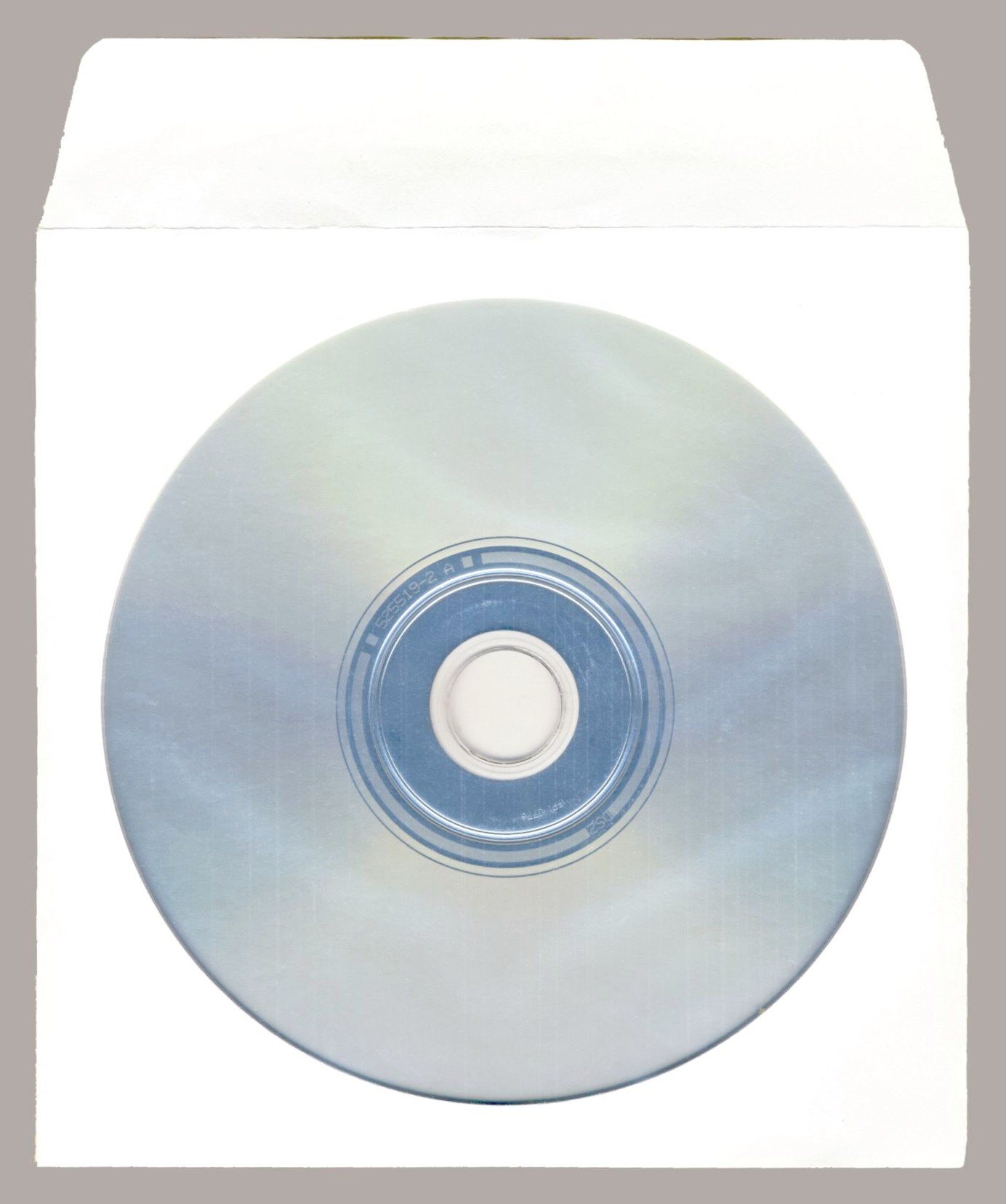
CD в бумажном конверте с прозрачным окном

- Кипкейс (англ. Keep-case), он же дивидибокс (англ. DVD-box). Обычно имеет крепления для одного диска, но бывают упаковки на 2 диска (по диску на каждую сторону), 3-4 (два крепления на каждой из сторон, диски хранятся «внахлёст» на разной высоте от стенки). Обычно имеет пластиковую прозрачную обложку и вкладывающийся бумажный лист (на обе стороны). Российские издатели свои игры в таких упаковках называют «в подарочной упаковке» — в лицензионных изданиях помещаются не только сами диски с игрой, но и руководство пользователя, регистрационная карточка, а также дополнительная информация, начиная от раскладки клавиатуры в игре, и заканчивая небольшими альбомами с иллюстрациями из игры и т. п.
- Тонкий кипкейс (англ. Slim DVD-case) высота и ширина как у кипкейса, но толщина существенно меньше (максимум 1 диск). Аналогично кипкейсу имеет прозрачную обложку и бумажный лист.
- Диджипэк, дигипак(англ. Digipak) Вкладыш с креплением для CD приклеивается к картонному листу, сложенному вдвое или втрое. Упаковка раскрывается в виде книжечки. Часто вкладывается в отдельный картонный бокс. Эта упаковка используется в основном для оформления дисков DVD-Video. Более дешевая и недолговечная по сравнению с кипкейсом.
- Сидибокс (англ. CD-box, Jewel case, Jewel box). Стандартная упаковка для CD. Обычно содержит один, два, иногда три или четыре диска (в случае нескольких дисков поверхность с креплением дисков подвижная). Имеет две позиции для укрепления вкладышей — на крышке и дне. В настоящее время используется также термин «джевельная» или «экономичная упаковка».
- Тонкий сидибокс (англ. Slim-jewel, slim-box). Тоньше сидибокса в два раза, может вмещать один или два диска. Диски крепятся с двух сторон, либо только с одной плюс иллюстрация с другой. Разновидностью тонкого сидибокса является сидибокс для синглов (англ. Maxislim J-Case) толщиной 7 мм, диск крепится на заднюю стенку, в то время как на передней есть кармашек для обложки. Такие упаковки крайне популярны у музыкальных коллекционеров, собирающих CDM и Maxi-синглы популярных исполнителей.
- Картонный конверт (англ. LP style case, Digi sleeve). Диск вкладывается в картонный конверт наподобие упаковок для виниловых пластинок. В упаковке может быть как один, так и два диска (в таком случае упаковка выполняется в виде книги и диски помещаются в её карманах). Минусом этой упаковки является то, что диски не закреплены внутри неё и могут выпасть или пострадать от механических повреждений.
- Бумажный конверт (англ. Paper sleeve). Диск вкладывается в бумажный конверт, верхняя часть которого обычно складывается и приклеивается для фиксации диска внутри. Могут быть как с окном, так и без. Эта упаковка является технической, и диски в бумажных конвертах редко продаются в отдельности. Одна из самых дешевых видов упаковки.
- Пластиковый конверт (англ. Tyvek sleeve). Диск вкладывается в пластиковый конверт, верхняя часть которого обычно приклеивается к основной.
- Полутканевый конверт под скоросшиватель (англ. Sleeve). Тканевая поверхность бережно обращается с поверхностью дисков, что особенно актуально для DVD±R/RW. Имеет удобный вырез для доступа к диску и клапан, предотвращающий выпадение. Обычно имеет две стороны и обязательно перфорацию под скоросшиватель.
- Стил-бокс (англ. steel-box). Металлическая упаковка с формой, размером и конструкцией, максимально приближенной к DVD-box. Внешняя часть коробки запечатывается изображением непосредственно по металлу. Очень прочный и долговечный вариант упаковки для дисков.
- Дискбокс (англ. DiscBox). Упаковка представляет собой прямоугольный футляр с абсолютно гладкими сторонами, без технических вырезов и отверстий, как у стандартного DVD-box (amarey), что, в свою очередь, исключает запыленность и позволяет наносить полиграфическое изображение прямо на пластиковую упаковку. Это исключает использование бумажной полиграфии. Также отличительной частью данной упаковки является центральный замок «клипса», гарантирующий на 100 % удержание в упаковке без повреждений лазерного носителя информации даже при открытом боксе в перевернутом виде. Конструкция «DiscBox» имеет возможность размещения в нём двухдисковых изданий CD/DVD/HD DVD/Blu-ray (диск на диск без физических повреждений).

## Размеры упаковок
- DVD-box — высота — 182 мм, ширина — 136 мм, толщина — 14 мм. В зависимости от конструкции креплений, в данной упаковке могут размещаться от одного до четырёх дисков;
- slim DVD-box — высота — 182 мм, ширина — 136 мм, толщина — 9 мм. В зависимости от конструкции креплений, в данной упаковке могут размещаться один или два диска;
- super slim DVD-box — высота — 182 мм, ширина — 136 мм, толщина — 5 мм. В данной упаковке не может размещаться более одного диска;
- CD-box — высота — 125 мм, ширина — 142 мм, толщина — 10 мм, объём 177,5 см³. В зависимости от конструкции креплений, в данной упаковке могут размещаться один или два диска;
- slim CD-box — высота — 125 мм, ширина — 142 мм, толщина — 5 мм. В данной упаковке не может размещаться более одного диска.

Также существуют упаковки, высота и ширина которых совпадают со стандартными размерами CD и DVD-боксов, но толщина отличается за счёт изменения конструкции. В таких упаковках может размещаться большее количество дисков — начиная от трёх для CD-бокса и от шести для DVD-бокса.
- DiscBox — высота — 192 мм, ширина — 136 мм, толщина — 14 мм. Независимо от конструкции креплений, в данной упаковке могут размещаться один или два диска.

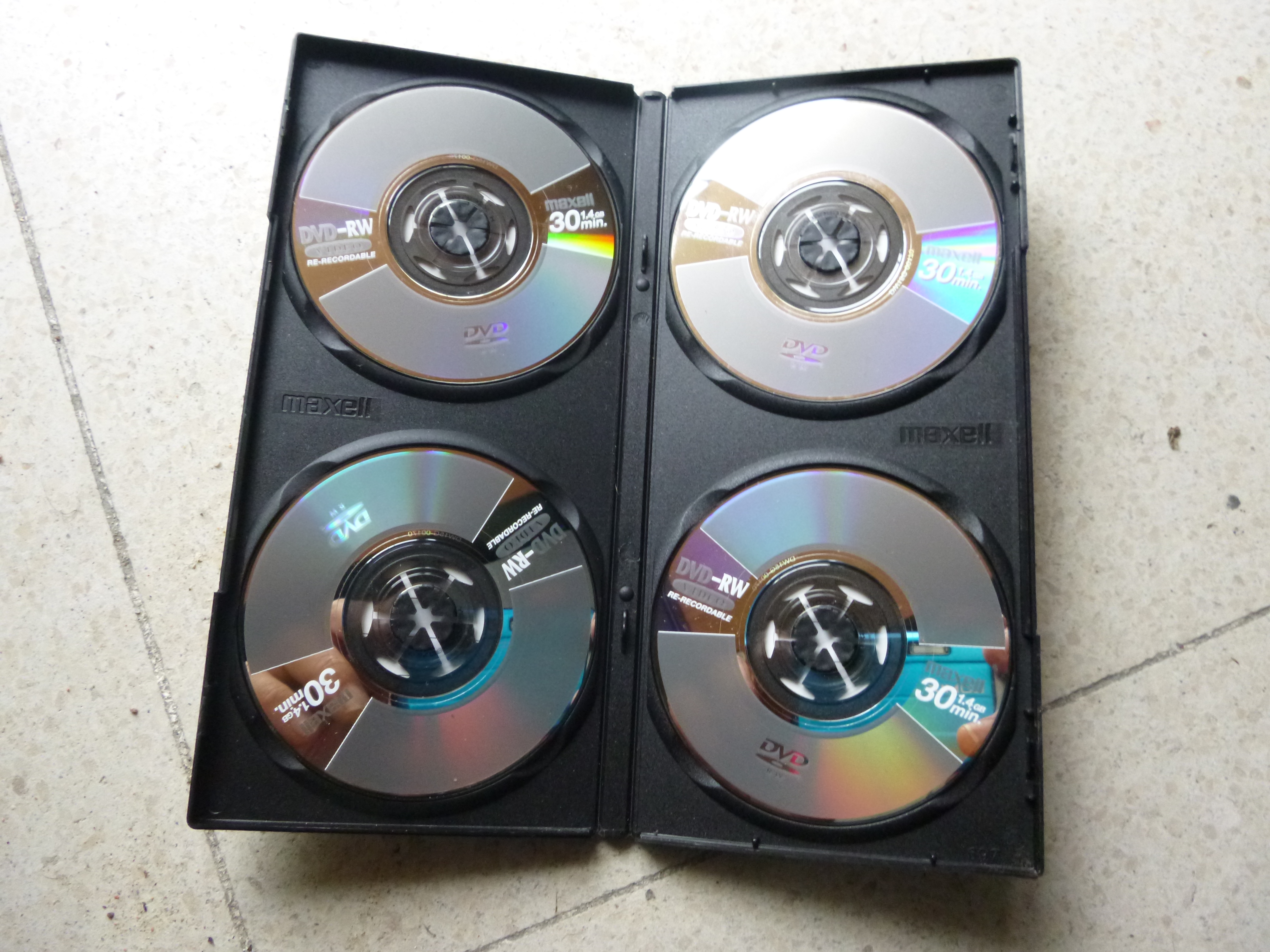
Упаковка для 4 Mini-DVD
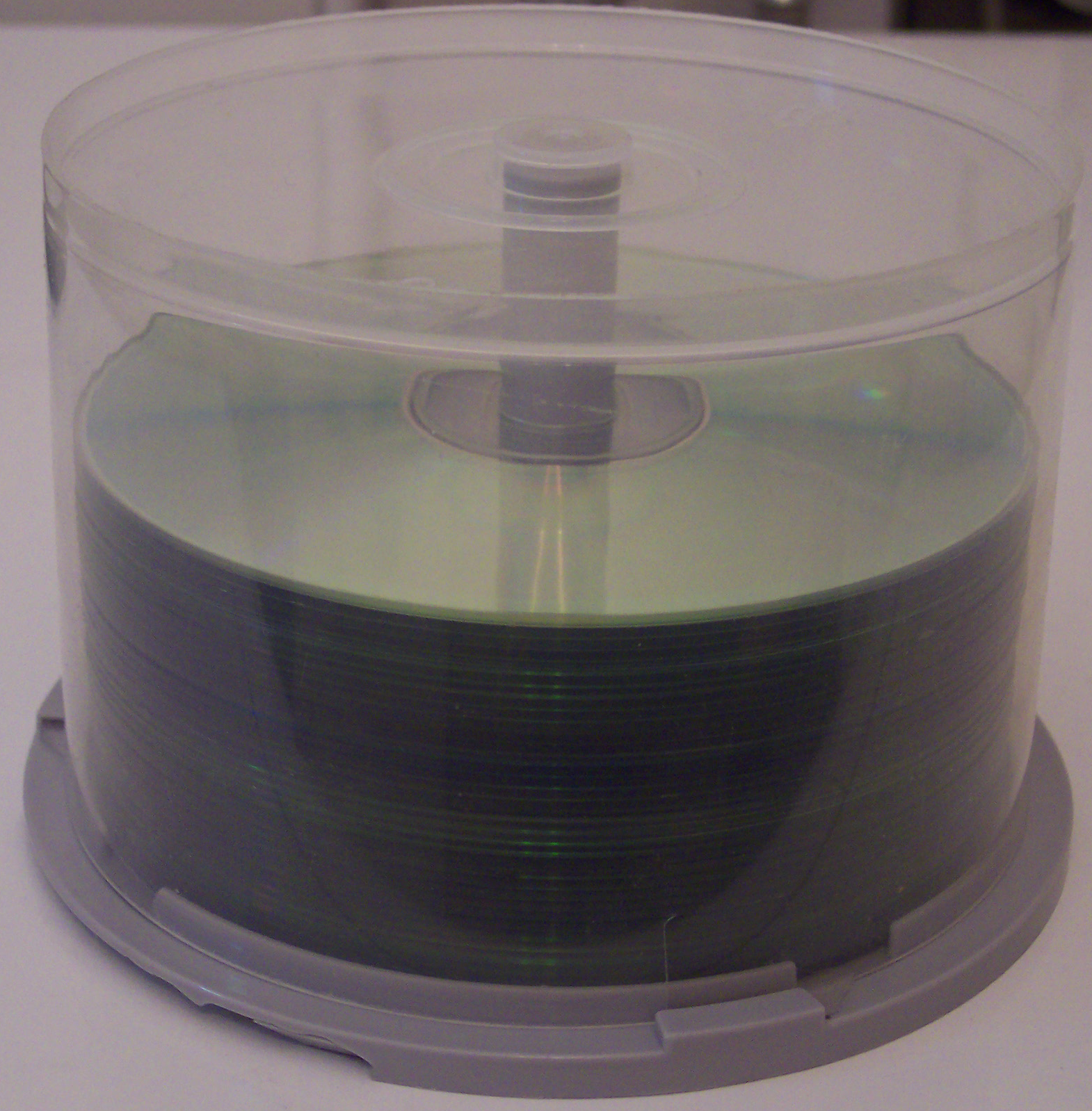
Шпиндельная упаковка для CD/DVD
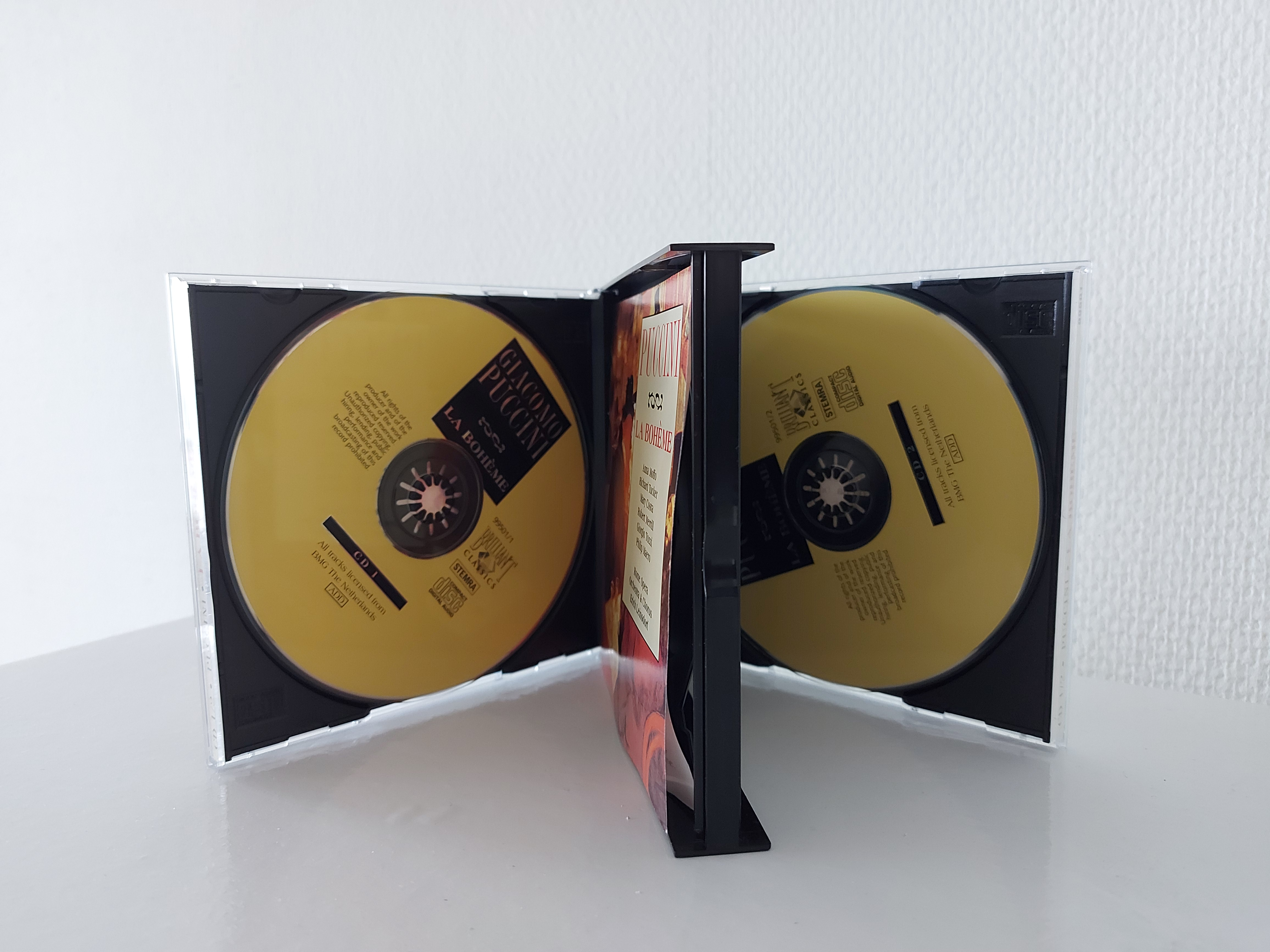
Упаковка с музыкальным альбомом записанным на двух CD
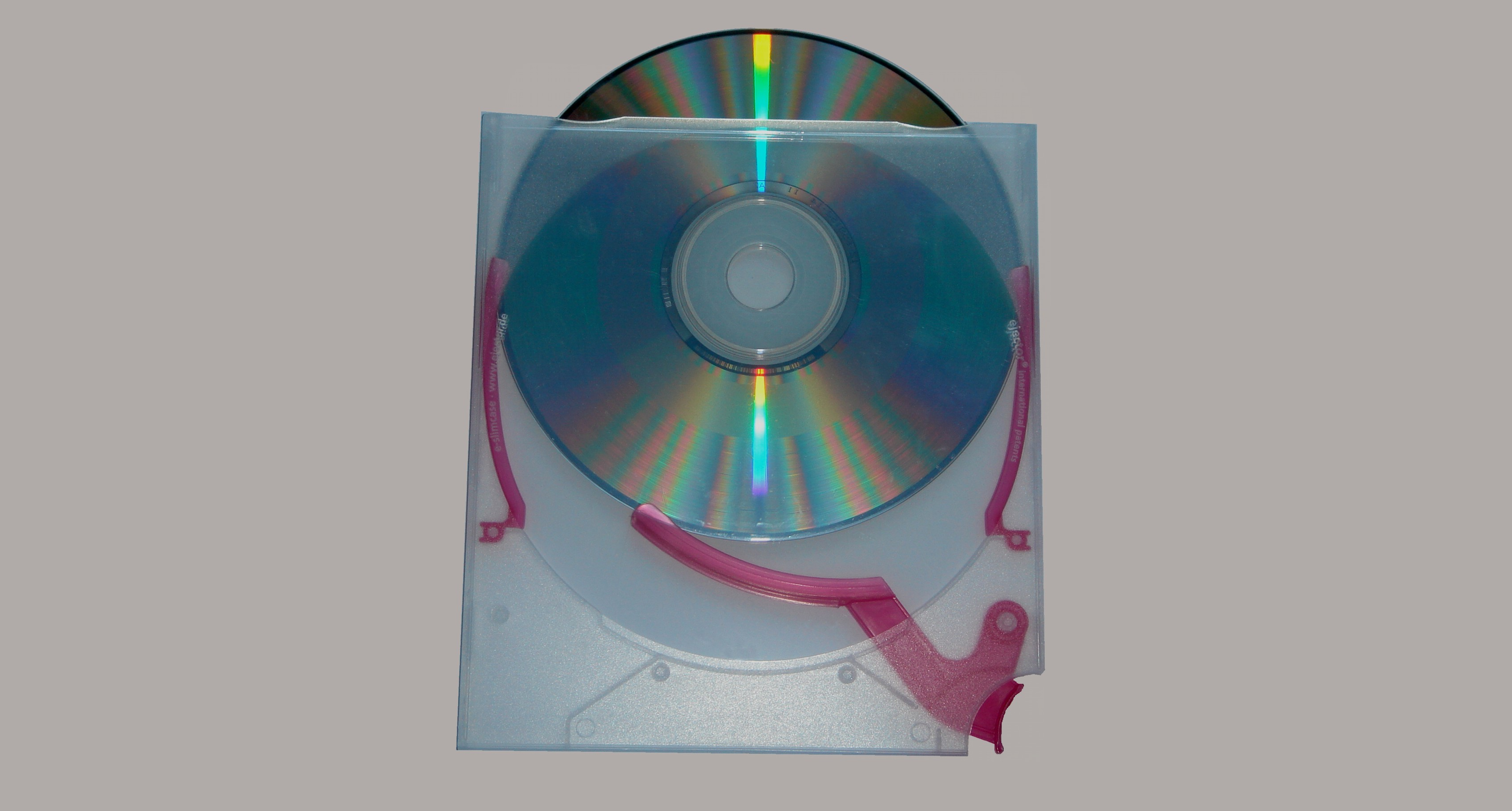
Картриджная упаковка
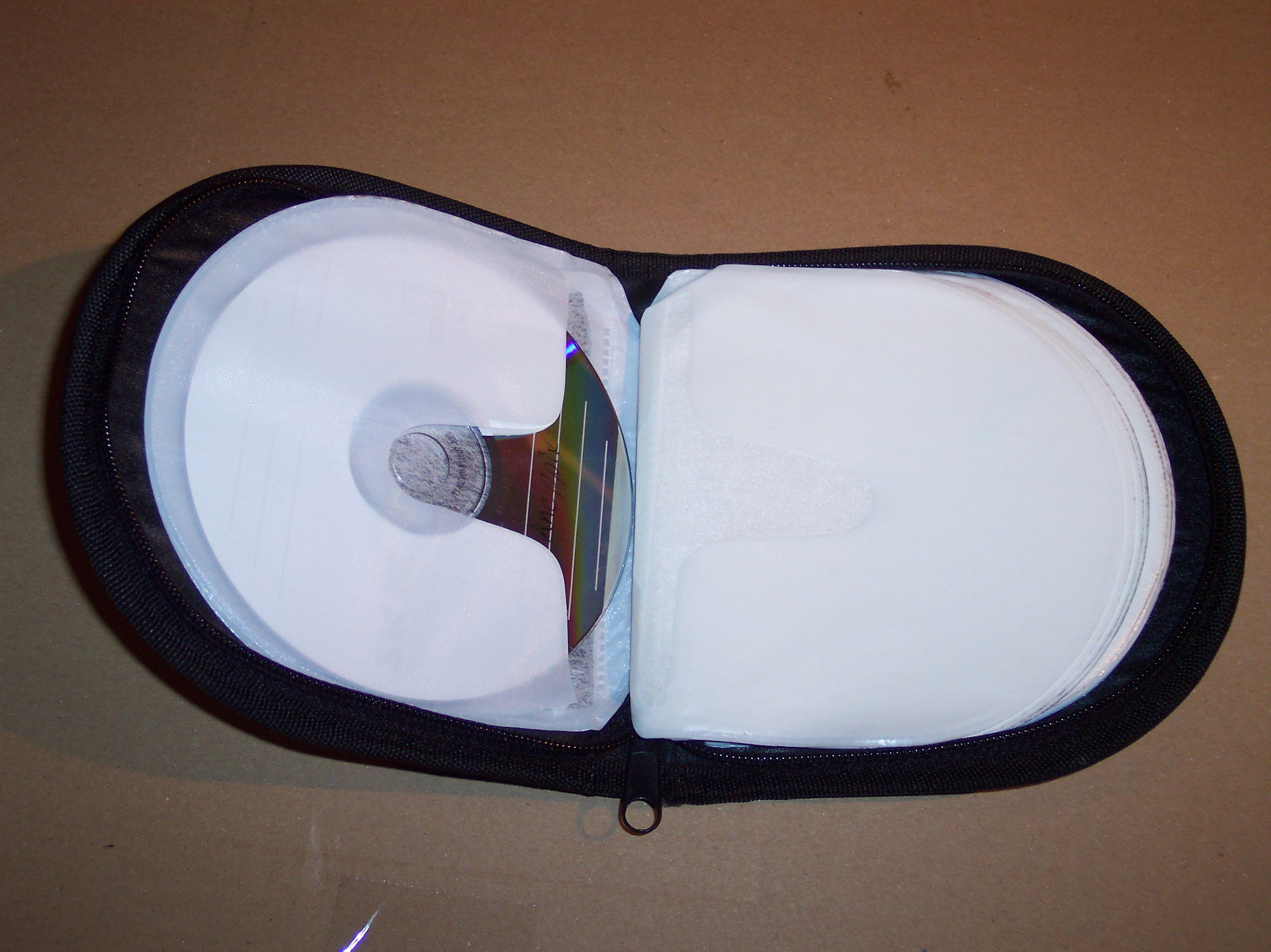
Сумочка для дисков
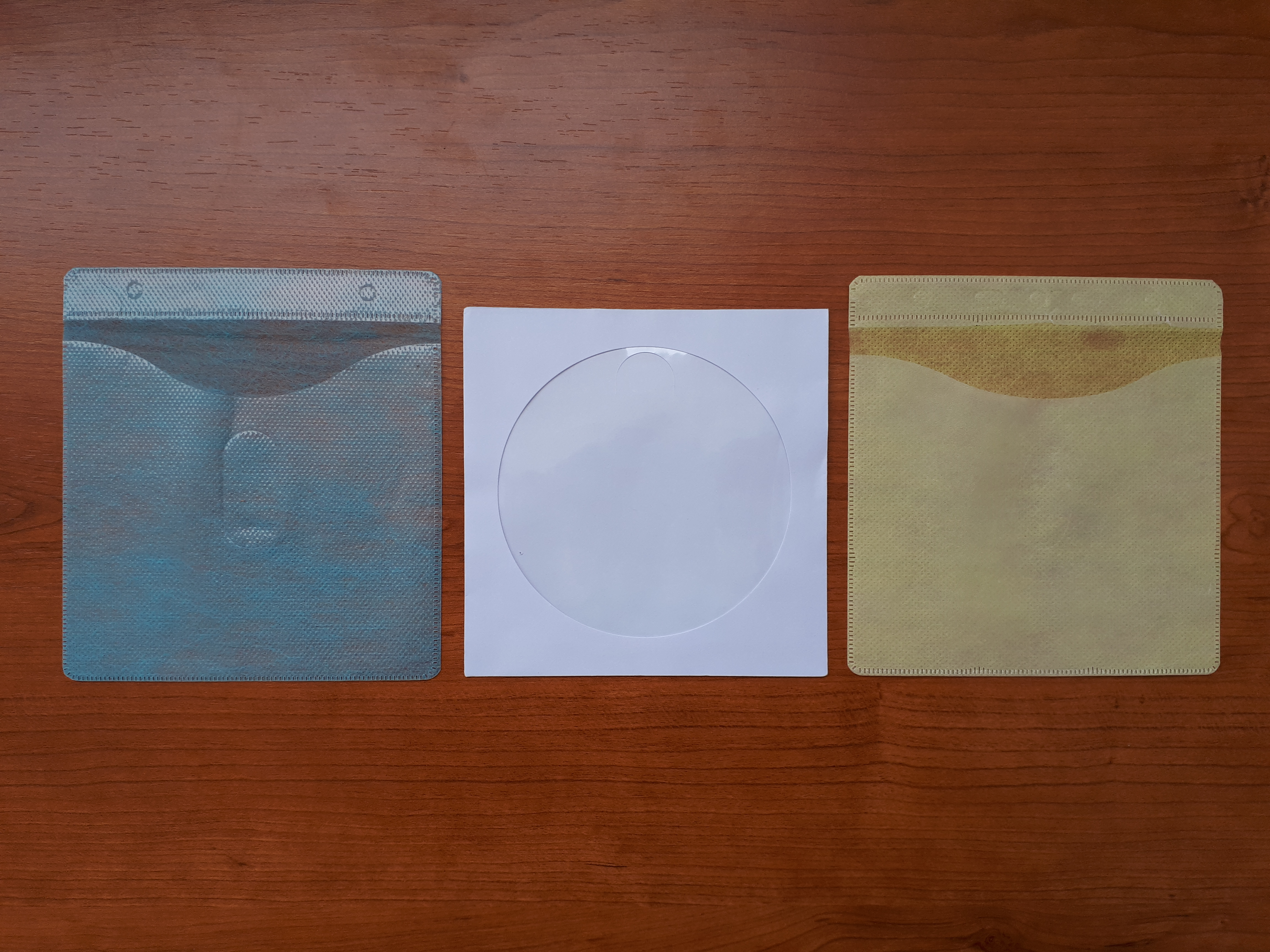
Варианты конвертов для дисков